# Rikhter R-23
Le Rikhter R-23 est un canon automatique d'avion conçu pour l'armée de l'air soviétique à partir de la fin des années 1950. 
Il a été conçu pour être aussi rapide que possible afin d'éviter les problèmes rencontrés sur les aéronefs à grande vitesse lorsque les canons étaient dirigés vers le flux d'air. Le R-23 était un canon révolver à gaz utilisant du gaz prélevé dans des trous percés dans le canon pour fournir la force motrice. Tirant jusqu'à 2 600 coups/min, le R-23 était le canon le plus rapide à canon unique jamais mis en service.
Le R-23 a mis du temps à être développé et n'a été utilisé de manière opérationnelle qu'en 1964. Il n'était utilisé que dans la tourelle de queue du Tu-22 et à titre expérimental sur la station spatiale Saliout 3. Son rôle a été repris par le double canon Griazev-Chipounov GCh-23 (ru).
Une version modifiée de l'arme est le seul canon à avoir tiré dans l'espace.

## Développement
À la fin des années 1940 et au début des années 1950, des essais avec des canons de tourelle défensifs de bombardiers ont abouti à des problèmes causés par le flux d'air affectant le canon des armes. Parmi ceux-ci, on trouve le Nudelman-Rikhter NR-23, largement utilisé, que l'on retrouve dans de nombreuses installations de bombardiers et dont les canons dépassaient largement les points de montage. Un concours pour un nouveau design beaucoup plus court a conduit Aron Abramovitch Rikhter (ru) à l'OKB-16 d'A.E. Nudelman (ru) à Moscou, et à un modèle concurrent du TsKB-14 d'Igor Fiodorovich Dmitriev (ru) à Toula.
La conception de Rikhter était radicale, il adopte une disposition de canon révolver, mais choisit un modèle à chargement frontal où les cartouches étaient introduites vers l'arrière dans les chambres de revolver. Cela a permis de placer le mécanisme d'alimentation devant le bloc en rotation, sous le canon. Cela a créé un canon d'une longueur totale plus courte et a grandement amélioré l'équilibre, le centre de gravité se trouvant presque directement sous le centre du canon.
Malgré quelques problèmes initiaux, le premier prototype de canon 261-P fut fabriqué en 1957 par l'usine n° 235. En 1959, l'arme a passé les tests au sol. Dans les années 1962-1963, des essais en vol ont été effectués. Le 7 août 1964, le canon est adopté et reçoit la désignation officielle R-23. À ce stade, la conception concurrente de TsKB-14 a également été mise en production sous le nom Afanasev Makarov AM-23 (en).

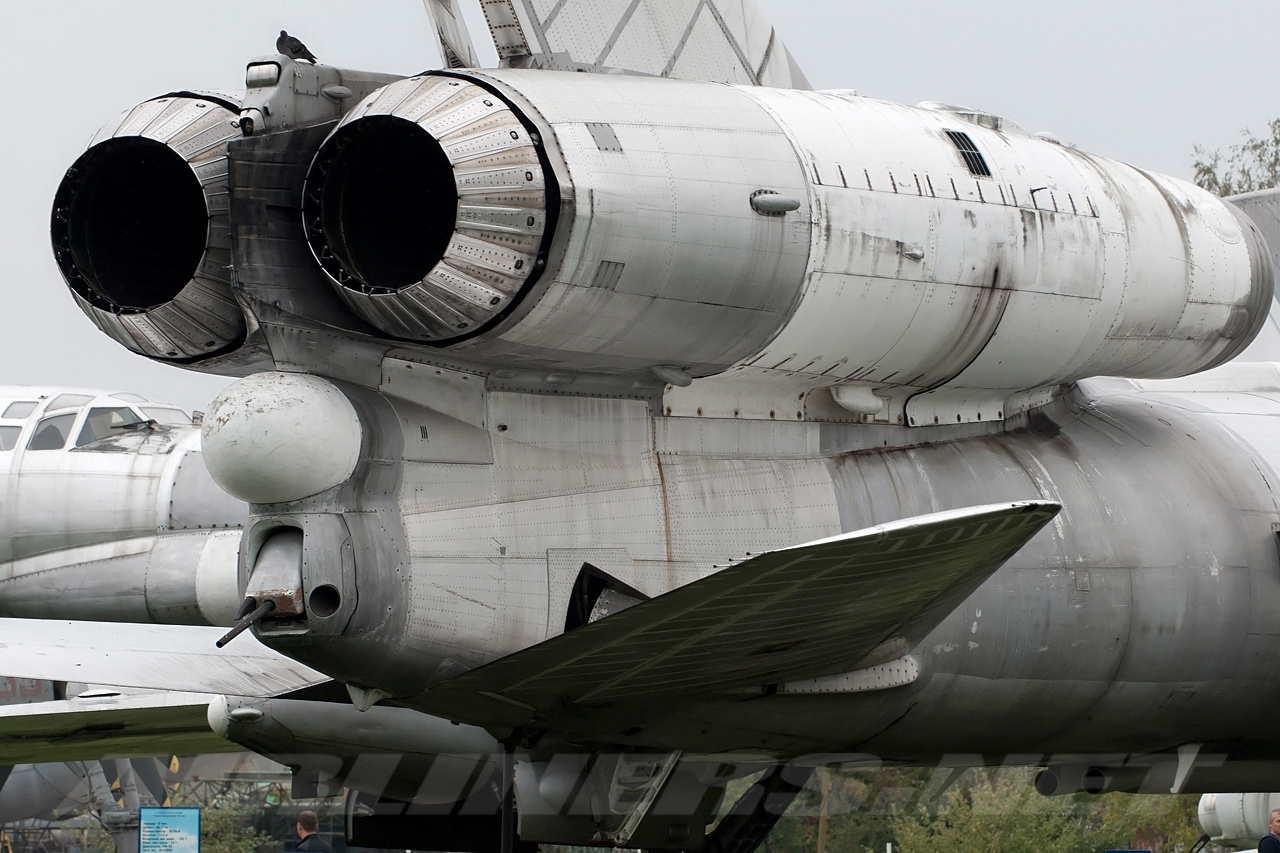
Tourelle de queue d'un Tu-22PD, montrant le radôme au-dessus du canon.

Le R-23 est installé uniquement dans la tourelle arrière DK-20 des versions « A », « B », « K » et « R » du bombardier Tupolev Tu-22. La tourelle DK-20 traversée et surélevée hydrauliquement utilise le viseur radar « Krypton » et les viseurs de télévision TP-1 ou TP-1A. Les cartouches usagées sont éjectées à l'extérieur de l'avion. La tourelle DK-20 pèse 593 kg, y compris le canon R-23 et 500 cartouches de munitions.
Le canon fut également utilisé ultérieurement dans le programme spatial soviétique. Il était monté sur la station spatiale militaire Almaz Saliout 3/OPS-2 en tant qu'arme d'auto-défense. À la fin de la mission, lorsque la station a été laissée inoccupée, elle a été testée et a tiré avec succès. Ce « canon spatial » disposait de 32 cartouches.

## Mécanisme
Le R-23 est un canon révolver à gaz. Le cylindre rotatif a quatre chambres de cartouche. Trois systèmes de gaz distincts sont utilisés ; l'un éjecte l'étui de la cartouche tirée de la chambre, un autre place une nouvelle cartouche et le dernier entraîne le cylindre revolver et le mécanisme d'alimentation. 
Dans la plupart des conceptions d'armes à feu, les cartouches sont alimentées par l'arrière et percutées vers l'avant dans la chambre. Cela conduit à la disposition traditionnelle de la cartouche avec la balle ou l'obus à l'avant et un boîtier cylindrique effilé à l'arrière. Lorsque la cartouche est poussée vers l'avant, la forme effilée de la balle et de son boîtier la guide au centre de la chambre. La conception 261P de Rikhter a fait l'opposé, faisant remonter la balle en arrière. Pour ce faire, GSKB-398 (l'actuel PNBP « PRIBOR ») a conçu une munition dont la balle était entièrement enfermée dans un boîtier en acier galvanisé, effilé en une « ogive » en forme de balle à l'arrière et incliné par l'amorce électrique. Le devant de la cartouche était ouvert, avec le bout de l'obus seulement avec le bout de l’ouverture. L'obus est maintenu dans le boîtier par un fort sertissage près de l'extrémité de l'obus.
La munition est alimentée par le côté droit uniquement et consiste en une ceinture contenant les cartouches dans les maillons de ceinture en cours de désintégration. Ces derniers tombent du côté gauche du récepteur. Les boîtiers tirés sont éjectés vers l'avant sur le côté droit du récepteur.
Le canon R-23 est doté d'un mécanisme de chargement automatique qui le déclenche en cas de raté. Lorsque l'une des deux cartouches pyrotechniques est tirée, un petit boulon à l'intérieur de cette cartouche est accéléré pour pénétrer dans la paroi latérale de la cartouche R-23. Les gaz propulseurs chauds de la cartouche pyrotechnique suivent le boulon dans la cartouche R-23 et enflamment la charge propulsive pour faire feu. Ce mécanisme unique et curieux a été utilisé pour la première fois dans le canon R-23. Le même type de mécanisme avec une seule cartouche pyrotechnique a ensuite été intégré dans le canon 30 mm GSh-301.

## Secret
Le canon 23R-23 et ses munitions télescopées uniques sont restés longtemps un secret militaire. Cela s'explique en partie par le fait que le canon R-23 était utilisé dans l'espace extra-atmosphérique pour armer une station spatiale soviétique (Saliout 3). Le canon R-23 n'était connu qu'en Union soviétique jusqu'à ce que le bombardier Tu-22 soit exporté en Irak et en Libye dans les années 1970. Divers clients du Moyen-Orient ont été les premiers à découvrir le R-23 en dehors de l'Union soviétique.
L'armée israélienne avait découvert la munition 23 mm, sans savoir avec quelle arme elle était associée. Pendant l'occupation israélienne du Sud du Liban, de juin 1982 à juin 1985, l'armée israélienne a capturé une caisse de munitions R-23. Cette caisse a été livrée par erreur dans une expédition de cartouches 23 mm soviétiques destinée au ZSU-23-4. Ces munitions anti-aériennes avaient été expédiées en Syrie et se sont retrouvées au Liban, où elles ont été trouvées par l'armée israélienne.
Le premier examen de l'arme par les forces occidentales a eu lieu en 1987 lorsque des démineurs français ont été appelés pour nettoyer l'épave d'un Tu-22B libyen abattu au-dessus du Tchad par une batterie anti-aérienne française MIM-23 Hawk.

## Spécifications de munitions
- Dimensions de la cartouche : calibre 23x260 (télescopique) avec un boîtier en acier
- Poids du projectile : 175 grammes
- Charge propulsive : 67 g de poudre sans fumée VBP 4 / 7fl
- Types de munitions : HEI (en) (nez amorcé), HEI (base amorcée), TP (entrainement sur cible) explosion aérienne, TP inerte